# František Novák (fotbalista)
František Novák (24. září 1913, Praha – 15. července 1942) byl český fotbalista, záložník. Padl za 2. světové války v Anglii.

## Fotbalová kariéra
Hrál za SK Židenice (1934–1940). V lize nastoupil k 95 utkáním. ve Středoevropském poháru nastoupil k 5 utkáním.

## Ligová bilance
| Ročník               | Zápasy | Góly | Klub        |
| -------------------- | ------ | ---- | ----------- |
| Státní liga 1934/35  | 19     | 0    | SK Židenice |
| Státní liga 1935/36  | 21     | 0    | SK Židenice |
| Státní liga 1936/37  | 21     | 0    | SK Židenice |
| Státní liga 1937/38  | 12     | 0    | SK Židenice |
| Státní liga 1938/39  | 12     | 0    | SK Židenice |
| Národní liga 1939/40 | 9      | 0    | SK Židenice |
| CELKEM 1. liga       | 94     | 0    |             |